# Долиці (гміна Добжани)
Долиці (пол. Dolice, нім. Konstantinopel) — село в Польщі, у гміні Добжани Старгардського повіту Західнопоморського воєводства.
Населення — 58 осіб (2011).
У 1975-1998 роках село належало до Щецинського воєводства.

## Демографія
Демографічна структура станом на 31 березня 2011 року:
|          | Загалом | Допрацездатний вік | Працездатний вік | Постпрацездатний вік |
| -------- | ------- | ------------------ | ---------------- | -------------------- |
| Чоловіки | 34      | 6                  | 25               | 3                    |
| Жінки    | 24      | 4                  | 12               | 8                    |
| Разом    | 58      | 10                 | 37               | 11                   |